# Guarea rhopalocarpa
Guarea rhopalocarpa là một loài thực vật có hoa trong họ Meliaceae. Loài này được Radlk. mô tả khoa học đầu tiên năm 1905.